# Клуб Тимерлана Гусейнова

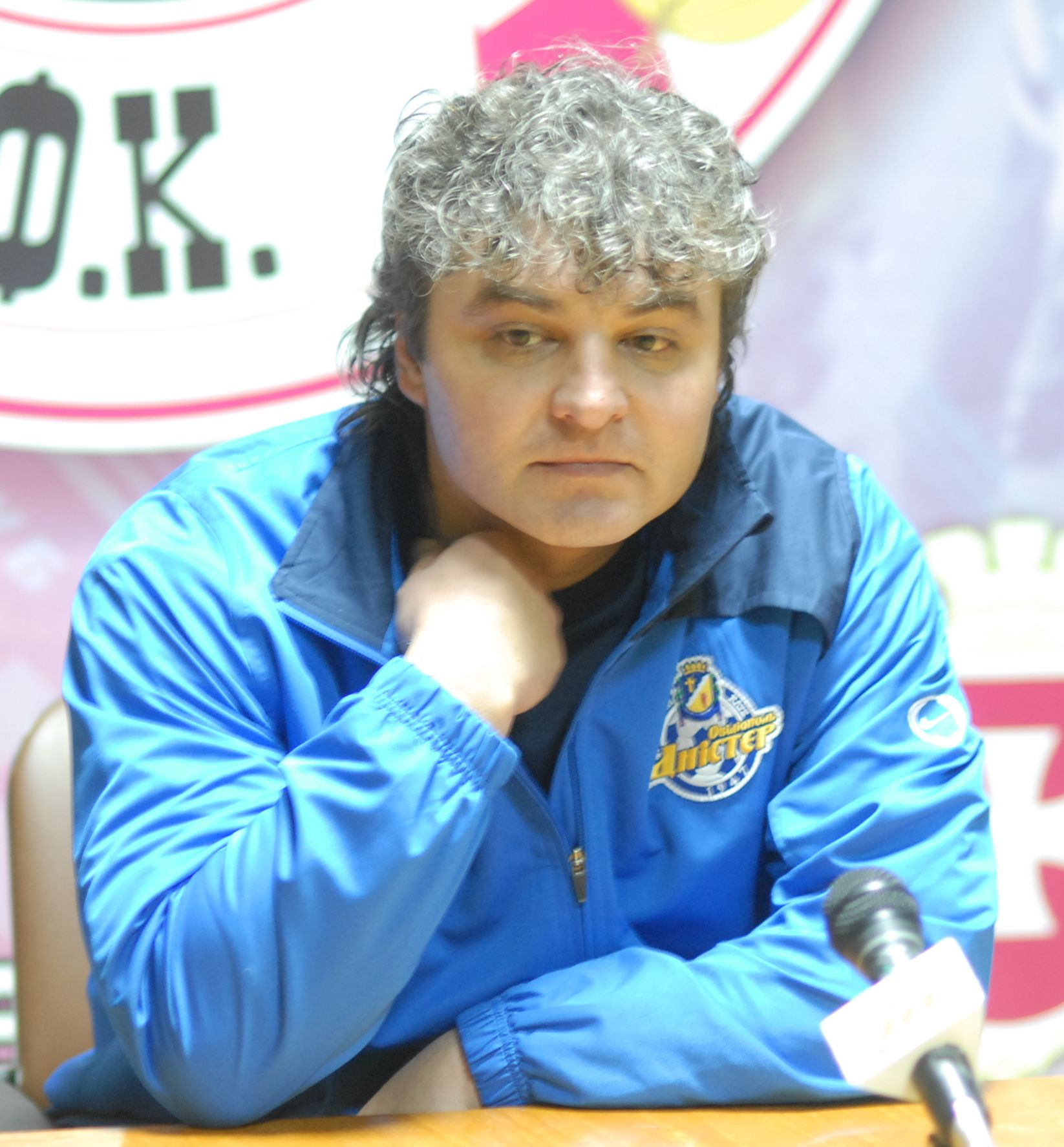
Тимерлан Гусейнов — первый футболист, преодолевший рубеж в 100 забитых голов в матчах чемпионата, Кубка, еврокубков и национальной сборной Украины.

Клуб Тимерлана Гусейнова — символический клуб, объединяющий украинских футболистов, забивших за карьеру 100 и более голов в официальных матчах чемпионата и Кубка Украины, еврокубках и матчах национальной сборной страны. Клуб назван именем футболиста, первым преодолевшим рубеж в 100 забитых мячей — Тимерлана Гусейнова.

## Регламент
Источник: Редактор символического Клуба бомбардиров Т. Гусейнова, Хохлюк Виктор

### Членство
Право на вступление в клуб имеют футболисты:
- Забившие за свою карьеру, на высшем уровне не менее 100 (ста) голов, начиная с 1992 года, начала проведения официальных турниров в независимой Украине под патронатом Федерации Футбола Украины, а также в международных соревнованиях в составах команд Украины и национальной сборной, под эгидами ФИФА и УЕФА.
- Являющиеся воспитанниками украинского футбола.
- Внесшие огромный вклад в историю и развитие футбола украинских команд Премьер-лиги (высшей лиги) Украины и впоследствии получивших гражданство Украины (Девич).

### Соревнования
Для футболистов, членов Клуба засчитываются забитые голы в следующих соревнованиях:
- В чемпионатах Премьер-лиги (высшей лиги) Украины.
- В соревнованиях на Кубок и Суперкубок Украины.
- В еврокубковых турнирах под эгидой УЕФА: Лига Чемпионов (Кубок), Лига Европы (Кубок УЕФА), Кубок Кубков, Суперкубок УЕФА и Кубок Интертото.
- В международных турнирах под эгидой ФИФА: Межконтинентальный Кубок и Клубный Чемпионат Мира.
- В официальных и товарищеских матчах за национальную сборную Украины.

### Цель
Сохранить для истории футбола лучших бомбардиров украинских клубов (воспитанников украинского футбола) в чемпионатах, Кубках Украины и еврокубковых турнирах, а также других официальных соревнованиях под эгидами международных федераций футбола.

## Члены клуба
Данные откорректированы по состоянию на 19 июля 2021 года
Легенда
 Означает, что футболист ещё не закончил карьеру и может улучшить свои показатели.
| Фото | Футболист / Клубы                                                                          | Период выступлений | Дата вступления в клуб | Количество голов  | Количество голов           | Количество голов | Количество голов | Количество голов |
| Фото | Футболист / Клубы                                                                          | Период выступлений | Дата вступления в клуб | Чемпионат Украины | Кубок + Суперкубок Украины | Еврокубки        | Сборная Украины  | Всего            |
| ---- | ------------------------------------------------------------------------------------------ | ------------------ | ---------------------- | ----------------- | -------------------------- | ---------------- | ---------------- | ---------------- |
|      | Сергей Ребров Шахтёр, Динамо                                                               | 1992—2009          | 8 июня 1998            | 123               | 20                         | 31               | 15               | 189              |
|      | Андрей Ярмоленко Динамо                                                                    | 2007—н. в.         | 15 ноября 2014         | 99                | 19                         | 19               | 42               | 179              |
|      | Андрей Шевченко Динамо                                                                     | 1994—2012          | 28 апреля 1999         | 83                | 21                         | 23               | 45               | 177              |
|      | Евгений Селезнёв Шахтёр, Арсенал, Днепр, Колос.                                            | 2007—н. в.         | 19 июля 2013           | 116               | 12                         | 14               | 11               | 153              |
|      | Андрей Воробей Шахтёр, Днепр, Арсенал, Металлист                                           | 1997—2013          | 12 июля 2003           | 101               | 24                         | 13               | 9                | 152              |
|      | Жуниор Мораес "Металлург" (Донецк), Динамо, Шахтёр                                         | 2012 - н.в.        | 25 августа 2019        | 102               | 7                          | 23               | 1                | 133              |
|      | Александр Гладкий "Металлист, ФК Харьков, Шахтёр, Днепр, Карпаты, Динамо, Черноморец, Заря | 2004               | 21 ноября 2015         | 93                | 17                         | 8                | 1                | 119              |
|      | Марко Девич Волынь, Металлист, Шахтёр                                                      | 2005—2013          | 21 сентября 2013       | 90                | 4                          | 10               | 7                | 111              |
|      | Олег Гусев Арсенал, Динамо                                                                 | 2002-2018          | 20 сентября 2015       | 59                | 17                         | 22               | 13               | 111              |
|      | Сергей Мизин Динамо, Днепр, Черноморец, Арсенал, Карпаты, Кривбасс, Металлист              | 1992—2008          | 22 апреля 2006         | 90                | 14                         | 2                | 0                | 106              |
|      | Александр Паляница Днепр, Кривбасс, Верес, Карпаты, Металлист                              | 1992—2003          | 10 августа 2002        | 79                | 22                         | 4                | 0                | 105              |
|      | Александр Гайдаш Таврия, Металлург М                                                       | 1992—2004          | 6 апреля 2003          | 95                | 9                          | 0                | 0                | 104              |
|      | Тимерлан Гусейнов Заря-МАЛС, Черноморец                                                    | 1992—2000          | 1 ноября 1997          | 85                | 8                          | 2                | 8                | 103              |
|      | Сергей Назаренко Днепр, Таврия, Черноморец, Металлист                                      | 1998—2016          | 4 апреля 2015          | 73                | 7                          | 8                | 12               | 100              |